# 前野重雄
前野 重雄（まえの しげお、1953年2月11日 - ）は、日本のスポーツグッズ販売店経営者。
旧姓は宇野（うの）。オフィス流体力学所属。バイク用のシューズで実用新案登録を取得し（1980年代）、さらに東京都荒川区町屋でスポーツグッズ販売店「流体力学」を経営している。

## 人物
東京都荒川区出身。台東区立根岸小学校卒。中学3年時より雑誌（週刊ポスト・女性セブン・週刊少年ジャンプ）各誌で取材記者を務め、1968年から安保・全共闘などの公安事件中心に写真とルポを報道。
その後ハワイ州立大学言論学部入学にともないハワイ・ホノルル市へ渡り、1969年9月より同地で女性誌芸能誌各誌（契約）の駐在記者をつとめる。
1974年から2年間、ユナイト映画と契約しハリウッドに移住。16ミリ映画で1970年代のロックシーンを収める（現在のビデオクリップの原型を制作）ため、数々のロックアーティストらに密着・同行しドキュメント撮影する。父の死後日本へ帰国、以来雑誌取材記者としてプロ野球の舞台裏に関わる。
1991年に「前野兆治」名義で執筆した初の長編小説『川崎ドリーム - 川崎球場に客が来た日』は第1回週刊ジャンプ・小説ノンフィクション大賞で一席入選を受賞した（週刊少年ジャンプ増刊『ジャンプノベル』創刊号掲載）。同入選に『ジハード』定金信二「大賞は該当作なし」と、二名で分け合った。もう一作「佳作」に『もう一度デジャブ』村上由佳（後の直木賞作家）の名も見受けられた。この作品で前野は『ロッテ番記者』としてロッテオリオンズ選手らと日常の交際を元に、パリーグ球団ならではのベンチの裏面史を赤裸々に描いている。またその中で起きた『10・19　川崎決戦』における、今まで書かれなかったオリオンズ一塁側ベンチ裏の葛藤や、球場名物ラーメン屋店主など閑古鳥に慣れ切った『川崎球場の住人』らを突然見舞った「満員御礼」へのドタバタぶり。当日の旧く狭い球場内に詰め込まれた2万5千人の味わったてんてこ舞いぶりを克明にルポ。並列化して書き残している。日程的にはシーズン最終の『消化試合』でしかないはずの当日。阪急のオリックスへの身売り、新球団参入記者会見という大事件と重なって、多くの「ロ＆近鉄球団付報道陣」も欠席したまま、最後の踏ん張りを見せた近鉄に、まさかの優勝？への可能性がこの「消化試合」に残されることとなった。報道陣不在…そんなあわやの「特オチ」状態となりかねなかった『10月19日川崎決戦』の一部始終を、一塁側選手コーチ・観客らと、年月をかけ忌憚のない証言を活かし再現した、当夜をめぐる飾らない人間の折り重なり劇が、立松和平ら審査員にとり同賞授賞の理由となった。
なお、「同作は受賞後も現役を続けていた球団関係者・選手らの語る忌憚なさすぎる証言の配慮から、引退まで待って証言の補充を優先としたいとの前野先生のご希望から、『同小説ノンフィクション大賞』受賞各作品への褒美としてあるはずの集英社から記念単行本化。その副産物が果たされなかった最初で最後の受賞作品となった。」（2010年8月20日amazonより自主出版）。現在は3刷まで完売して廃版となっているが、『ドラゴンボールZ』の脚本家、小山高男が前野の作品に惚れ込み、校正を申し出て第二版の改訂版発行作業にあたっている。

### スポーツグッズ店経営者としての実績
1994年、シカゴの『JORDANボーイズ＆ガールズ（財団）』に教育基金協賛を開始、マイケル・ジョーダンとの提携関係を開始。
1995年秋、産経新聞後援『明美ちゃん基金チャリティオークション』（於：サンシャインシティ）で、日本初となるスポーツメモラビリアのオークションを主催し、マイケル・ジョーダンやイチロー、野茂英雄らスポーツレジェンドへのプレミア価値を日本に訴求した。
1995年、yahooのネット上オークションで発生する入札・落札時のトラブル解決に関わる。
1995年近鉄からLAドジャースに移籍した野茂の初ビジネスとなる「メジャー仕様サイン」の入ったボールを日本のファンに届けている。野茂は、日米で殿堂入りすると、商品説明に記載して、野茂の直筆サインを販売したが、野茂はアメリカでは殿堂入りしていない。
1996年、(株)ジャストシステム後援『チャリティオークション』を主宰。これが日本で初めての『インターネットを利用しての無人オークション』となった。イチローのユニフォームはじめ多くの品を浄財に替えた。
マイケル・ジョーダンが、NIKE社創業者のフィルナイトに宛てた感謝のメッセージ入り写真をアメリカの有名オークションで落札をし、日本に持ち込んだ。究極のマイケルジョーダンのサインの一つである。
清原和博が巨人在籍中に、清原のスパイクの素材が変更した事を根拠として、清原は引退すると週刊紙誌上においてコメントをした。流体力学のホームページによると前野は、清原のスパイクをチャリティーに提供したり、清原の実使用品をヤフオクに出品し販売していた。清原が痛みに耐え復活を目指していた時期であり、前野のコメントは異彩を放っていた。前野のコメントに反して清原は、巨人からオリックス・バファローズに移籍し現役を続行した。
1996年、アマから転向中の大会に出場していたタイガー・ウッズの休憩中に、タイガーの代理人である父親に『タイガーの初サインビジネス（有料での）』を提案し、親日家らしく大歓迎の快諾受け『日本の流体力学へのサインボール50個』が、ウッズの事実上プロ初のサインボールとなった。ちなみに、当時のサイン価値から現在では最低約「40倍以上」の価値へと上昇しているという説がある。一方でデビュー当時はアッパーデック社の証明書が付属しないサインものであり、デビュー当時のタイガーウッズのサインにプレミアム価格はついていないという説もある。マイケル・ジョーダン、タイガー・ウッズのサインは、共にアッパーデック社のホログラム、証明書が付属するものがアメリカでは大変人気がある。
日本では前野による証明書が付属するサイン、実使用はアッパーデック社の証明書が附属するアイテムに匹敵するほど、高値で取引されることがある。
『開運!なんでも鑑定団』（テレビ東京）に1995年以降、13年間「スポーツ/芸能もの鑑定士」として出演。

## 主な出演番組

### 過去の主なレギュラー
- 開運!なんでも鑑定団（テレビ東京）-1995-2007年まで「スポーツ/アメリカ文化もの」鑑定士
- マリオンアベニュー（朝日ニュースター） - ニュースショーMC
- プライスバラエティ ナンボDEなんぼ（関西テレビ）
- 森田一義アワー 笑っていいとも!（フジテレビ） - クイズコーナー担当
- ウラネタ芸能ワイド 週刊えみぃSHOW（読売テレビ）1998-2009年番組終了まで月1・2回「がっぽり買いまSHOW」および「芸能人お宝対決」を担当していた。
- 2時ドキッ!（関西テレビ）
- うたばん（TBSテレビ） - 2001年より不定期で出演。2006年から2009年9月まで準レギュラー。2010年3月には出演を再開していた。月1~2回の「うたばん鑑定団」を担当していた。
- 日曜ゴールデンで何やってんだテレビ（TBSテレビ） - 2012年から番組終了までレギュラー出演＝『日曜骨董店』社長役。ビートたけし専務。石橋貴明店長。ゲストの持ち込んだアヤしい品々を鑑定値付けしていた。

## 構成担当番組
- 『愛川欽也の探検レストラン』（テレビ朝日）
- 『出没!アド街ック天国』（テレビ東京）

ほか、グルメ関係番組での「東京下町グルメ」や「荒川区・町屋」篇での構成も担当した。なお、上記番組内で前野が取り上げた（浅草のヨシカミ製）の『ハヤシライス』と称するものが、はじめてメディアに取り上げられたのはこの時だった。

## 著書
- 前野重雄の球界遺産（2001年、集英社） ISBN 978-4087812237
- 客は幾万 来なくとも 川崎球場ロッテ一部始終（2010年、サードアイパブリッシング） ISBN 978-4990531508
- 球界逸品館II（2010年、サードアイパブリッシング） ISBN 978-4990531515

## 雑誌連載
- 週刊ベースボール『球界逸品館』（1998年～2000年）
- StreetJACK『RealDeal』（1999年～2002年）
- 夕刊フジ『球体力学』
- JAS機内誌『HAWAII』関連専任執筆者